# Česko 2023
Česko 2023 je projekt Českého rozhlasu, jehož hlavní část se odehrávala od 4. do 30. listopadu 2013. Vychází z toho, že v roce 2023 bude Český rozhlas slavit 100. narozeniny. Posluchači prostřednictvím webové aplikace odhadovali, jak se změní svět za 10 let. Souběžně s tím bylo ve vysílání Českého rozhlasu odvysíláno přes 400 pořadů a rubrik, které se týkaly budoucnosti. Základní okruh měl deset témat a deset patronů z řad známých osobností. Na konci hlavní části projektu byly všechny odhady sumarizovány a polovina výsledků zveřejněna. Druhá polovina byla 4. prosince 2013 zapečetěna a uschována pro rok 2023.
Sloganem projektu se stalo heslo „Nalaďte si budoucnost“.

## Vysílání
Do projektu se zapojily téměř všechny stanice Českého rozhlasu: Radiožurnál, Dvojka, Vltava, Plus, Rádio Junior, Radio Wave a regionální stanice. Dvě stanice ČRo Jazz a D-dur se nemohly připojit kvůli svému úzce zaměřenému programu. Jediné téma spojující vysílání všech stanic je osvědčeným modelem například v Německu, kde se každoročně opakuje pod názvem Themenwoche.

## Trvání projektu
Pořad je výjimečný svou délkou, protože začal v roce 2013, ale jeho závěr se očekává až v roce 2023. Generální ředitel Peter Duhan v prosinci 2013 zapečetil polovinu odhadů posluchačů a utajena zůstane až do roku 2023. Stanice Českého rozhlasu se k projektu v roce 2023 vrátí a znovu použijí archivní nahrávky z roku 2013, aby je mohly konfrontovat s realitou. Navíc každý, kdo se k odhadu budoucnosti v roce 2013 připojil, obdrží v roce 2023 e-mail s připomenutím své předpovědi. Může si tak svůj odhad po deseti letech porovnat s realitou.

## Témata a patroni
- Pivo - Martin Dejdar
- Životní styl - Jiří Bartoška
- Média - ViralBrothers
- Peníze - Markéta Šichtařová
- Prezident - Martha Issová
- Technologie - Miloš Čermák
- Doprava - Karel Abraham
- Sport - Zuzana Hejnová
- Kultura - Vladimir 518
- Mimozemšťané - Václav Pravda

## Výsledky projektu
Přes 7700 účastníků projektu Česko 2023 vymodelovalo svět, jaký nás čeká v roce 2023. Podle tohoto modelu bude prezidentem Jiří Dienstbier a euro stále nebude měnou České republiky. V restauracích bude v roce 2023 striktně zakázáno kouření a lahvové pivo zdraží z 10,50 na víc než 15 Kč. Čeští hokejisté mezitím přivezou z mistrovství světa 2x zlatou medaili. Absolutním Českým slavíkem se do roku 2023 stane nejčastěji Lucie Bílá a Český rozhlas si udrží svých 2,5 milionů posluchačů týdně. Auta budou stále jezdit na benzín a naftu a mimozemšťané oficiálně nepřiletí.